# Cycas edentata
Cycas edentata é uma espécie de cicadófita do género Cycas da família Cycadaceae, nativa das Filipinas.